# Oh, Sleeper
Oh, Sleeper ist eine amerikanische christliche Metalband aus Fort Worth, Texas, die dem Metalcore zugerechnet wird, und steht bei Solid State Records unter Vertrag. Der Name der Band entstammt einem Bibelzitat im Epheserbrief 5,14, das lautet „Therefore it says, 'Awake, O sleeper, and arise from the dead, and Christ will shine on you.“

## Geschichte
Die Band wurde mit James Erwin, Lucas Starr (spielte auch kurz bei As Cities Burn) und Ryan Conley von drei Mitgliedern der Band Terminal, dem Sänger Micah Kinard und dem Gitarristen Shane Blay (spielte vorher bei Evelynn und Between the Buried and Me) im April 2006 gegründet. Seitdem hat die Band drei Alben und sechs Musikvideos veröffentlicht.

## Diskografie

### Studioalben
| Jahr | Titel              | Höchstplatzierung, Gesamtwochen, AuszeichnungChartplatzierungen (Jahr, Titel, Platzierungen, Wochen, Auszeichnungen, Anmerkungen) | Höchstplatzierung, Gesamtwochen, AuszeichnungChartplatzierungen (Jahr, Titel, Platzierungen, Wochen, Auszeichnungen, Anmerkungen) | Anmerkungen                             |
| Jahr | Titel              | US | Christ | Anmerkungen                             |
| ---- | ------------------ | --- | --- | --------------------------------------- |
| 2007 | When I Am God      | — | Christ33 (1 Wo.)Christ | Erstveröffentlichung: 23. Oktober 2007  |
| 2009 | Son of the Morning | US120 (1 Wo.)US | Christ7 (3 Wo.)Christ | Erstveröffentlichung: 25. August 2009   |
| 2011 | Children of Fire   | US142 (2 Wo.)US | Christ7 (3 Wo.)Christ | Erstveröffentlichung: 6. September 2011 |
| 2019 | Bloodied/Unbowed   | — | Christ6 (2 Wo.)Christ | Erstveröffentlichung: 12. Juli 2019     |

### EPs
| Jahr | Titel     | Höchstplatzierung, Gesamtwochen, AuszeichnungChartsChartplatzierungen (Jahr, Titel, Platzierungen, Wochen, Auszeichnungen, Anmerkungen) | Anmerkungen                        |
| Jahr | Titel     | Christ | Anmerkungen                        |
| ---- | --------- | --- | ---------------------------------- |
| 2013 | The Titan | Christ13 (3 Wo.)Christ | Erstveröffentlichung: 2. Juli 2013 |

Weitere EPs
- 2006: The Armored March (1×1 Music)